# STAR-CCM+
STAR-CCM+ (acronimo di Simulation of Turbulent flow in Arbitrary Regions - Computational Continuum Mechanics) è un software commerciale per la fluidodinamica computazionale prodotto da CD-Adapco, di largo utilizzo in molti settori dell'industria e del mondo accademico, basato sul metodo ai volumi finiti (tetraedri, celle trimmate, poliedri).
All'interno della sua interfaccia Java, si può generare delle griglie di calcolo ("meshatura") e visualizzare i risultati delle analisi.